# Adoração da Cruz
Nomeia-se Adoração da Cruz a cerimônia da Sexta-feira Santa na qual um crucifixo é posto à veneração pelos fiéis nas Igrejas Católicas. O rito integra a Celebração da Paixão e Morte do Senhor, principal cerimônia deste dia em que, desde os primórdios da era Cristã, não se celebram missas. 
Após as leituras, e antes da distribuição da comunhão eucarística, uma imagem de Jesus crucificado é trazida à nave da Igreja. A partir de então, oportuniza-se aos fiéis venerar o lenho da Cruz, o que pode ser feito através de uma genuflexão, prostração, ou, mais comumente, um beijo. A Igreja não prescreve que parte do crucifixo deve o fiel beijar; em tempos recentes, no entanto, desenvolveu-se a tradição de oscular os pés da imagem. Devotos da Sagrada Face de Jesus podem ser orientados a beijar o rosto do Cristo, enquanto membros do Apostolado da Oração costumam beijar-lhe o peito, em reconhecimento de sua devoção pessoal ao Sagrado Coração de Jesus.